# Patrick Poubel
Patrick Poubel (né en 1950) est un réalisateur de télévision français.

## Biographie
Né en 1950 en France, il est principalement connu en tant que réalisateur pour la télévision. En 1989 il a été l'assistant d'Andrzej Zulawski pendant le tournage du film Boris Godunov et en 1990 l'assistant de Maurice Pialat pour Van Gogh. Il réalise son premier téléfilm, Petite Sœur pour lequel il obtient le prix de la révélation au festival de fictions de Saint-Tropez en 1999. Son court-métrage For intérieur  qui a été présenté lors de nombreux festivals, marque ses débuts sur le grand écran.

## Filmographie
- 2000 : Petite Sœur
- 2001 : Paranoïa (téléfilm)
- 2002 : Les Rencontres de Joëlle (téléfilm)
- 2004 : For intérieur (court-métrage)
- 2004 : Le juge est une femme
- 2005 : Une femme d'honneur (2 épisodes)
- 2006 : L'Affaire Pierre Chanal
- 2007 : H.B. Human Bomb - Maternelle en otage
- 2007 : Les Bleus, premiers pas dans la police
- 2007 : Laissez-les grandir ici! (documentaire)
- 2009 : Mac Orlan (4 épisodes)
- 2011 : Plus belle la vie (saison 7)

## Distinctions
- 2006 : Festival du film de Cracovie : Prix du court-métrage pour For intérieur[3]
- 2006 : nommé au European Film Awards pour For intérieur.